# Breitenstein (Harz)
Breitenstein is een plaats en voormalige gemeente in de Duitse deelstaat Saksen-Anhalt, en maakt deel uit van de Landkreis Mansfeld-Südharz.

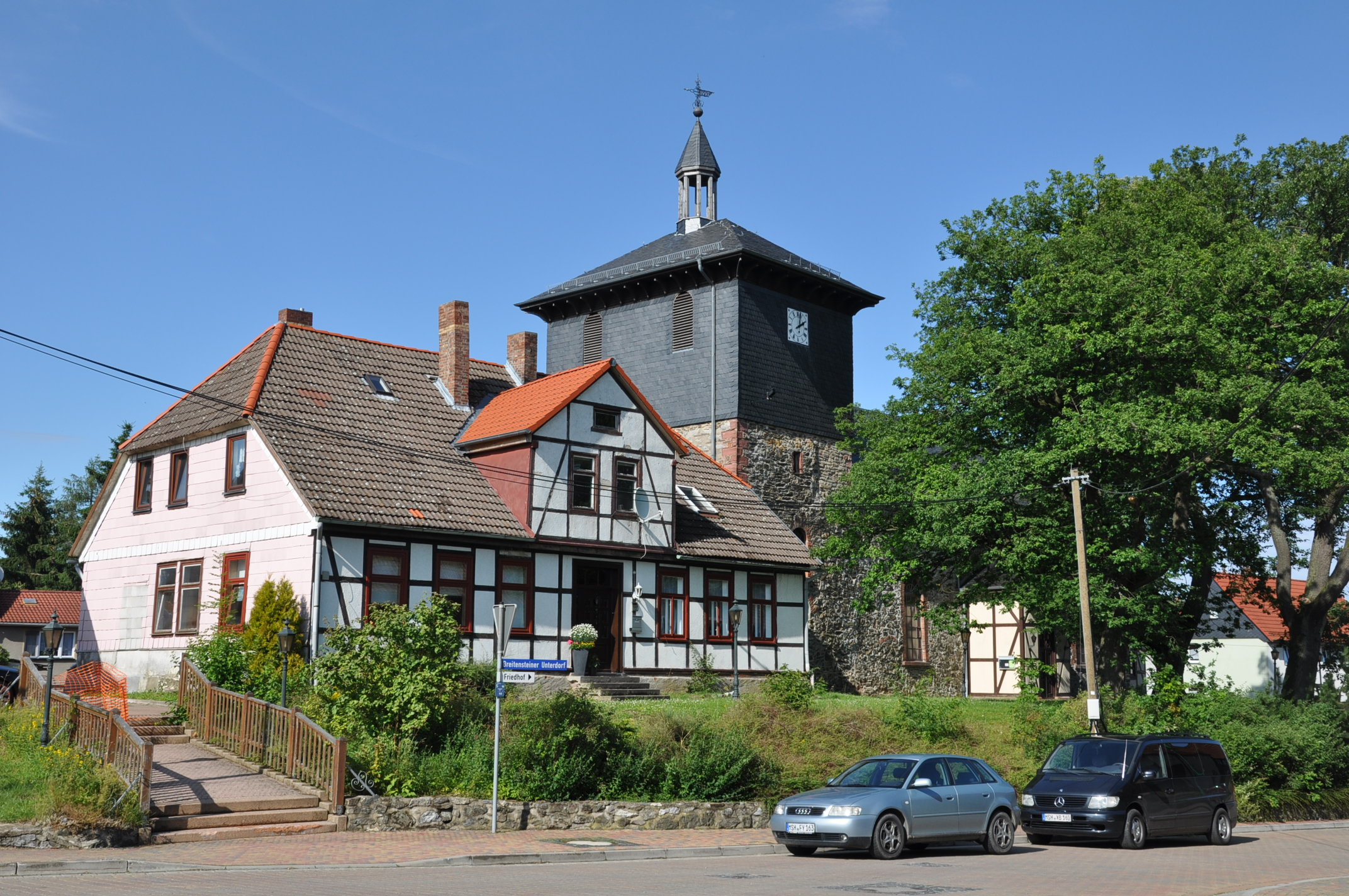
Tafereel in het dorpscentrum met kerk

Breitenstein telt 507 inwoners.